# Бойко, Давид Васильевич
Дави́д Васи́льевич Бо́йко (укр. Давид Васильович Бойко; 1904—1984) — председатель колхоза им. Ленина Чемеровецкого района Хмельницкой области УССР.
Дважды Герой Социалистического Труда (1948, 1958).

## Биография
Бойко Д. В. родился 14 (27) августа 1904 года в селе Летава, ныне Чемеровецкого района Хмельницкой области.
С 1938 года председатель колхоза им. Ленина, который под его руководством стал многоотраслевым, высокоразвитым хозяйством.
Член КПСС с 1939 года. Делегат XXI съезда КПСС (1959).
Умер в 1984 году.

## Награды
- Дважды Герой Социалистического Труда:
  - 16.02.1948 — за высокие урожаи пшеницы
  - 26.02.1958 — за успехи в развитии сельского хозяйства
- орден Ленина (16.02.1948)
- орден Октябрьской Революции[источник не указан 4537 дней]
- орден Трудового Красного Знамени
- медали

## Память
- На родине Бойко Д. В. установлен бронзовый бюст.[6]